# Ray-Ban
Ray-Ban je blagovna znamka očal in sončnih očal, ki jo je leta 1937 ustanovilo ameriško podjetje Bausch & Lomb. Leta 1999 so znamko prodali italijanski skupini Luxottica za okrog US$ 640 milijonov. Ray-Ban je znan po sončnih očalih Wayfarer in Aviator. Slednji model so razvili po željah in nasvetih pilotov Ameriških letalskih sil. 